# Buridda

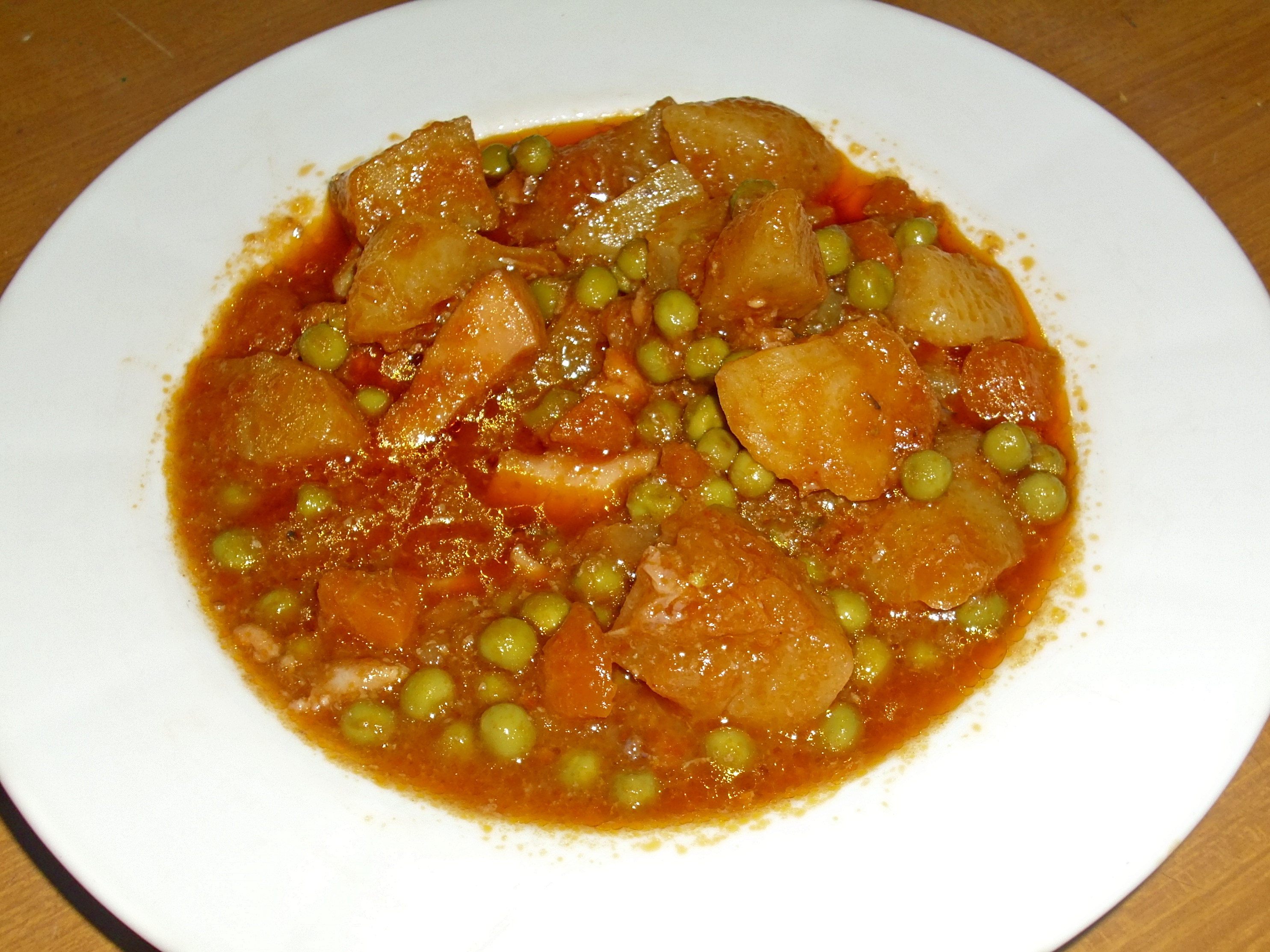
„Buridda di seppie“ (mit Tintenfisch)

Buridda ist eine italienische Fischsuppe oder -eintopf aus Ligurien, bei der verschiedene Fischarten entweder in einem Soffritto oder einer Mischung aus gehacktem Knoblauch, Zwiebeln, Sellerie und Karotten gedünstet in Olivenöl eingekocht werden. Zu den typischen Fischsorten zählen z. B. Tintenfisch und Aal. Nach einer alten Zubereitungsart wird Buridda nur aus Stockfisch (getrockneter Kabeljau) und Kartoffeln hergestellt.
Der Name „Buridda“ ähnelt zwar dem provenzalischen Bourride, doch ist die Herstellungsmethode anders, da ein Bourride kurz mit den rohen Saucenzutaten gekocht und mit Aïoli und Eigelb eingedickt wird. Buridda ist auch nicht mit dem Burrida Sardiniens zu verwechseln.